# Skajatjärnarna (Sorsele socken, Lappland, 726058-158061)
Skajatjärnarna är en sjö i Sorsele kommun i Lappland och ingår i Umeälvens huvudavrinningsområde.